# Chínipas de Almada
Chínipas es una población del estado mexicano de Chihuahua, situada en la Sierra Madre Occidental, oficialmente se denomina Villa Chínipas de Almada en honor del destacado político e historiador chihuahuense Francisco R. Almada, nativo de la población.

## Historia
Chínipas está situada en la región de las cañadas al occidente de la Sierra Madre Occidental, cercana a los límites de Chihuahua con los estado de Sinaloa y Sonora, fue fundada como un pueblo de misión por los sacerdotes jesuitas Pedro Juan Castini y Julio Pascual el 31 de diciembre de 1626, para evangelizar a los indígenas Chínipas que dieron el nombre la misión y a la región, ambos sacerdotes que se dedicaron a la evangelización de esa región de la sierra de Chihuahua y fundaron varias poblaciones más, permanecieron en Chínipas hasta el 1 de febrero de 1632, cuando una insurrección indígena destruyó la misión, siendo asesinados ambos sacerdotes.
En 1676 fue reconstruido el pueblo, un poco más río abajo que su emplazamiento original y en 1798 fueron descubiertas varias minas de oro en la región lo que llevó a una importante aumento de población, la Constitución de Cádiz le dio el rango de Ayuntamiento en 1812. El 6 de marzo de 1865, mediante un decreto expedido por el presidente Benito Juárez, se constituyó en Villa.
El 17 de junio de 1976 un decreto del Congreso de Chihuahua modificó su nombre a Chínipas de Almada.

## Personas destacadas
- Francisco R. Almada (1896 - 1989). Historiador y político.
- Miroslava Breach Velducea (1963 - 2017). Periodista.